# Ici Béarn Bigorre
Ici Béarn Bigorre, anciennement France Bleu Béarn Bigorre, est l'une des stations de radio généralistes du réseau Ici de Radio France. Elle a pour zone de service le Béarn et la Bigorre.

## Historique

### France Bleu Béarn
Elle a commencé à émettre en 1984 sous le nom Radio France Pau Béarn,.
Le 4 septembre 2000, la station est réunie dans le réseau France Bleu. Elle change de nom dans la même occasion pour devenir France Bleu Béarn.

### France Bleu Béarn Bigorre
En décembre 2017, France Bleu Béarn élargit sa zone de couverture en diffusant ses programmes dans les villes de Tarbes et de Lourdes situées en Bigorre (Hautes-Pyrénées, dont Tarbes est la préfecture départementale).
En septembre 2020, le nom de la radio devient officiellement France Bleu Béarn Bigorre pour traduire sa présence sur les deux territoires voisins.

Depuis 2023 elle appartient au réseau ICI qui regroupe France 3 béarn et France Bleu Béarn Bigorre

## Identité visuelle (logos)

Logo de France Bleu Béarn de 2001 à septembre 2005
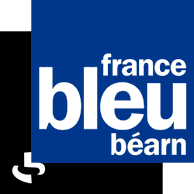
Logo de France Bleu Béarn de septembre 2005 au 26 août 2015.
Logo de France Bleu Béarn du 26 août 2015 au 16 décembre 2021.
Logo de France Bleu Béarn Bigorre du 16 décembre 2021 au 6 janvier 2024.
Logo de Ici Béarn Bigorre à partir du 6 janvier 2024.

## Équipes locales
La direction de France Bleu Béarn encadre une équipe d'une quinzaine de journalistes et d'animateurs radio. Elle s'articule autour de :
- directeur : Franck Lidon ;
- rédacteur en chef : Daniel Corsand ;
- responsable des programmes : Frédéric Bélot.

## Programmation
La programmation est particulièrement orientée vers l'actualité locale de la Bigorre et du Béarn, évocant rarement le contexte national. 

## Diffusion
France Bleu Béarn diffuse ses programmes sur la bande FM en utilisant, selon les zones géographiques suivantes :
Dans les Pyrénées-Atlantiques :
- Pau
- Orthez
- Oloron-Sainte-Marie
- Arudy
- Laruns
- Lescun

Dans les Hautes-Pyrénées :
- Lourdes
- Tarbes